# Люзиньян
Люзинья́н (фр. Lusignan) — город, коммуна и кантон в департаменте Вьенна региона Пуату-Шаранта в западной Франции. Расположен в 25 км к юго-западу от Пуатье по трассе RN11 в Ла-Рошель примерно в 400 км от Парижа. Жители называют себя Mélusins и Mélusines. Коммуну пересекает река Вонна.
В коммуне Люзиньян на 2010 год насчитывалось 2625 жителей. Кантон Люзиньян, в который входят ещё 8 коммун, в 2010 году населяло 11 192 человека.
В древности на территории коммуны существовало укреплённое кельтское поселение. Современная история города берёт начало в X веке в связи с постройкой Гуго II Лузиньяном мощной феодальной резиденции, известной как замок Лузиньян (не сохранился).

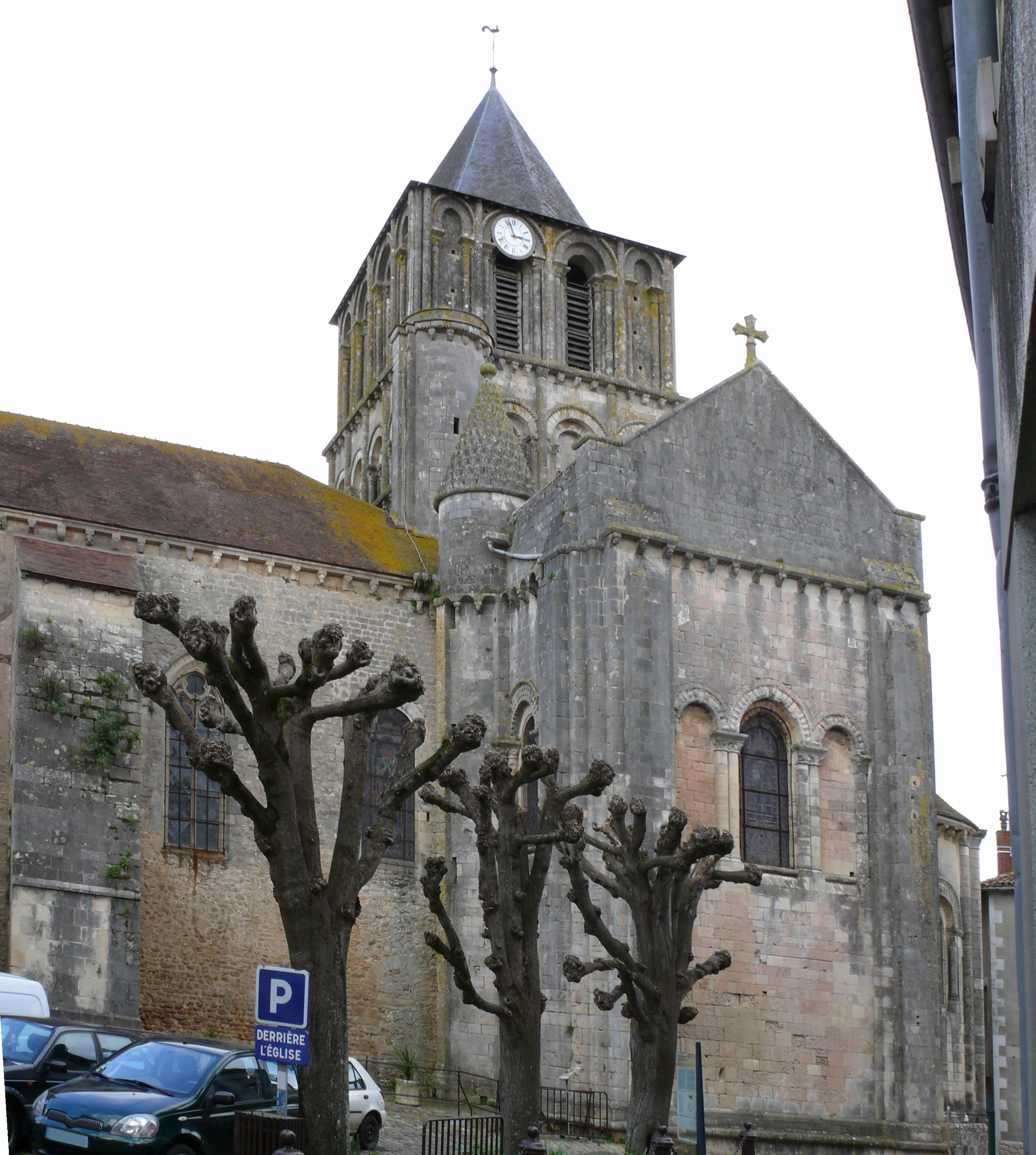
Церковь
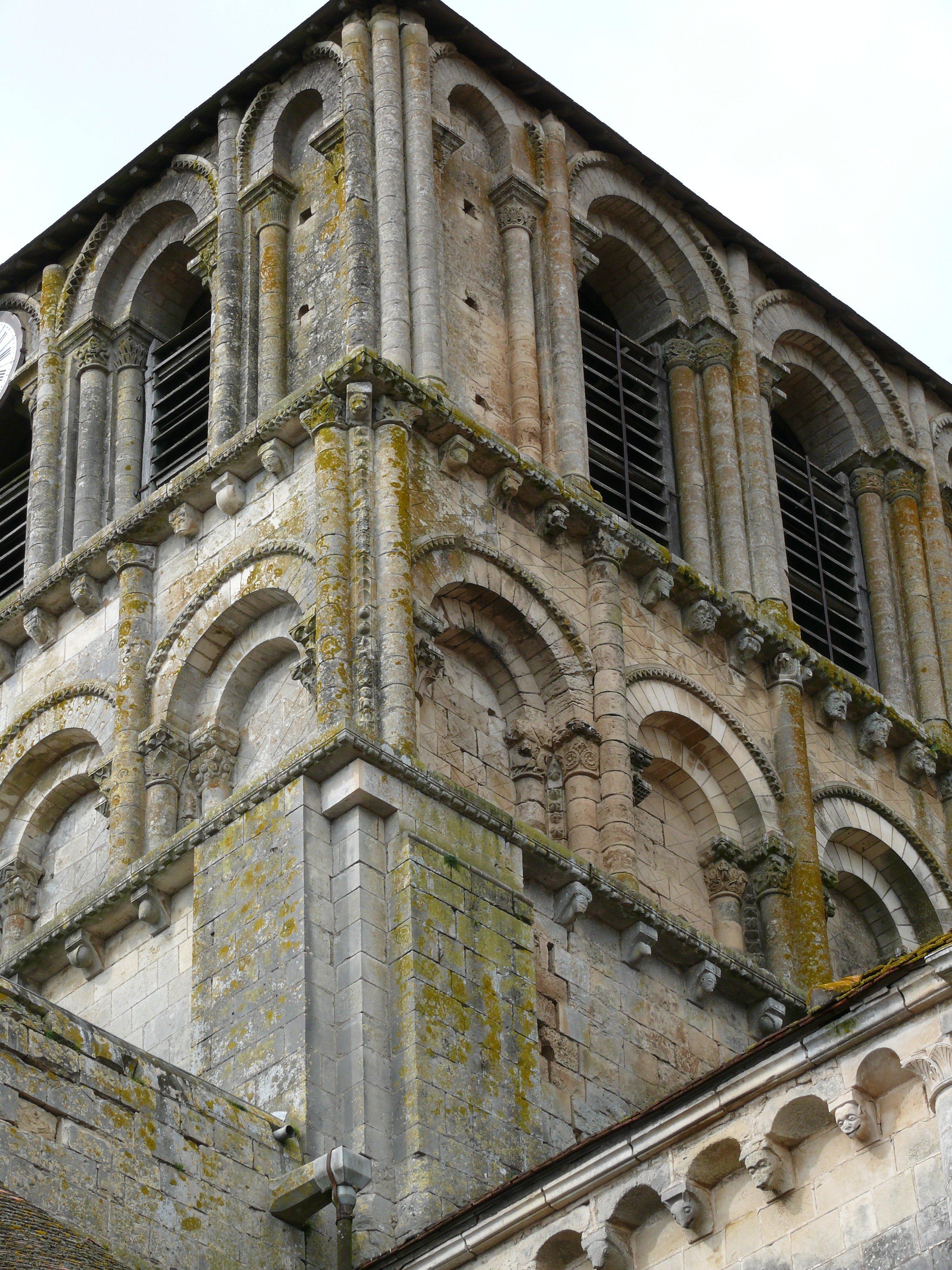
Церковь (фрагмент)